# 박덕규 (권투 선수)
박덕규(朴德奎, 1972년 10월 29일~)는 대한민국의 권투 선수이다. 1992년 하계 올림픽에 참가했으며 1991년 세계 선수권 대회에서 페더급 은메달을 획득했다.